# Louis Pierre-Eugène Sédillot
Louis Pierre-Eugène Amélie Sédillot (* 23. Juni 1808 in Paris; † 2. Dezember 1875 ebenda) war ein französischer Mathematik- und Astronomiehistoriker, der sich insbesondere mit der Mathematik und der Astronomie des islamischen Mittelalters befasste. Er setzte dabei die Arbeit seines Vaters Jean-Jacques Emmanuel Sédillot fort.
Sédillot studierte Mathematik und orientalische Sprachen bei seinem Vater. Danach unterrichtete er an verschiedenen Pariser Schulen (Collège Henri IV, Collège Saint Louis). 
Er setzte die Arbeit seines Vaters fort und versuchte wie dieser die Unabhängigkeit und besondere Originalität arabischer Mathematik und Astronomie nachzuweisen, was damals umstritten war. Es kam zu einem langwierigen Streit vor der Académie des Sciences. Er wurde dabei von Michel Chasles unterstützt (als der Konflikt 1862 neu auflebte), auf der Gegenseite waren Jean-Baptiste Biot und dessen Nachfolger Joseph Bertrand. Unter anderem veröffentlichte über die Lösung von Gleichungen dritten Grades durch Ibn al-Haytham (was später von Franz Woepcke bestätigt wurde). Sein Hauptargument für die Originalität der Araber war aber seine Behauptung (1836), Abu l-Wafa habe lange vor Tycho Brahe die Variation der Mondbewegung entdeckt. Das war falsch, wie endgültig Bernard Carra de Vaux 1892 fand, und hatte schließlich zur Folge, dass sich die Anerkennung der islamischen Beiträge zur Mathematik stark verzögerte. Andererseits waren aber seine Gegner in der Académie des Sciences (wie Biot) keinesfalls qualifiziert auf diesem Gebiet gegen ihn zu urteilen. 
Sédillots eigentliches Programm, die Verteidigung der arabischen Mathematik, geriet dabei in den Hintergrund, wurde aber in Paris durch Franz Woepcke, der ab 1850 in Paris war, fortgesetzt und erfolgreich vorangetrieben.

## Schriften
- Matériaux pour servir à l’histoire comparée des sciences mathématiques chez les Grécs et les Orientaux, Paris, 2 Bände, 1845, 1849
- Prolégomènes des tables astronomiques d’Oloug Beg, Paris 1846, 1853
- Manuel de la Bourse, contenant des notions exactes sur les effets publics français et étrangers, avec l’état de leur cours respectif depuis l’origine ; sur les affaires qui se traitent à la Bourse de Paris, 1829
- Traité des instruments astronomiques des Arabes composé au treizième siècle par Aboul Hhassan Ali, de Maroc, intitulé Collection des commencements et des fins, traduit de l’arabe sur le manuscrit 1147 de la Bibliothèque royale par J.-J. Sédillot, et publié par L.-Am. Sédillot, 2 volumes, 1834–1835
- Manuel classique de chronologie, 2  Bände, 1834–1850
- Mémoire sur les instruments astronomiques des Arabes, 1841
- Mémoire sur les systèmes géographiques des Grecs et des Arabes, 1842
- Supplément au Traité des instruments astronomiques des Arabes, 1844
- Histoire des Arabes, 1854, 1877, Reprint 1984
- Les Professeurs de mathématiques et de physique générale au Collège de France, 1869. Reprint: Ann Arbor : UMI, 1992